# لوکوموتیوران

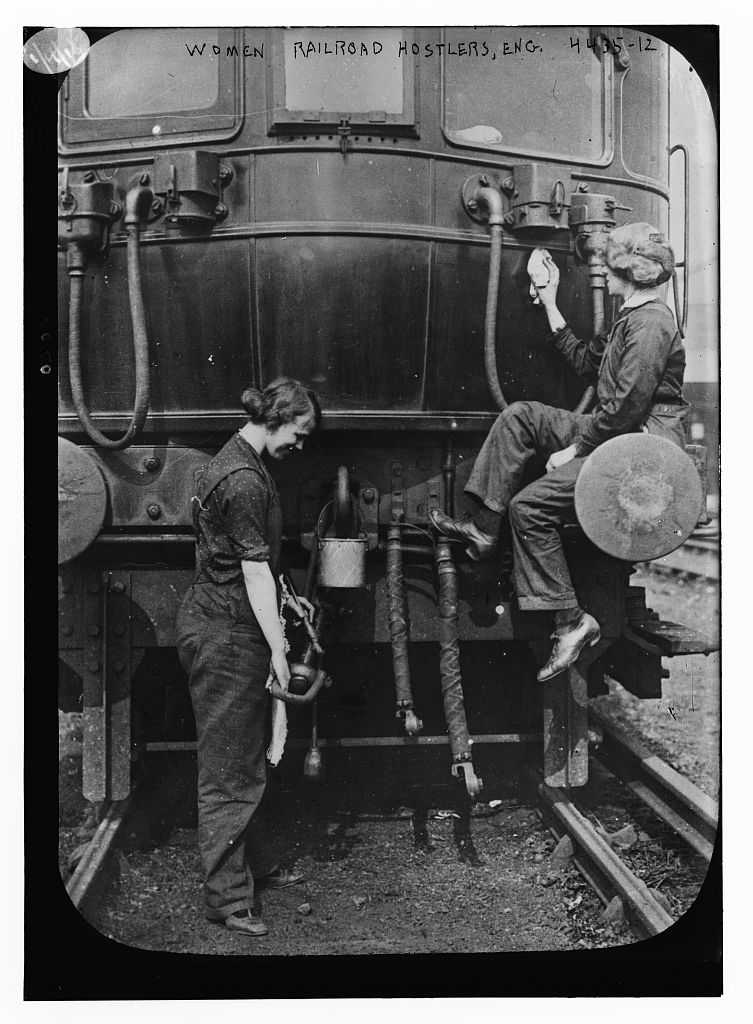
زنان شاتر راه‌آهن، انگلستان، ج. ۱۹۱۵–۱۹۲۰

راننده قطار، لوکوموتیوران، مهندس راه ریلی، اپراتور قطار یا مهندس لوکوموتیو به شخصی که قطار، واگن ریلی یا سایر وسایل حمل و نقل ریلی را رانندگی می‌کند گفته می‌شود. راننده مسئول و موظف به کنترل سرعت قطار و کنترل ترمز است. در انگلیسی آمریکایی، سوئیچر به عنوان راننده ای شناخته می‌شود که واگن‌ها را را در اطراف محوطه راه‌آهن حرکت می‌دهد، اما آنها را در مسیرهای خط اصلی بیرون نمی‌آورد. رانندگان قطار باید دستورالعمل‌های خاصی را برای رانندگی ایمن قطار رعایت کنند. در استرالیا در سال ۲۰۱۳ این شغل پردرآمدترین شغل دنیا شده بود. از لوکوموتیوران‌های سرشناس می‌توان بن چیفلی، نخست‌وزیر سابق استرالیا را نام برد.

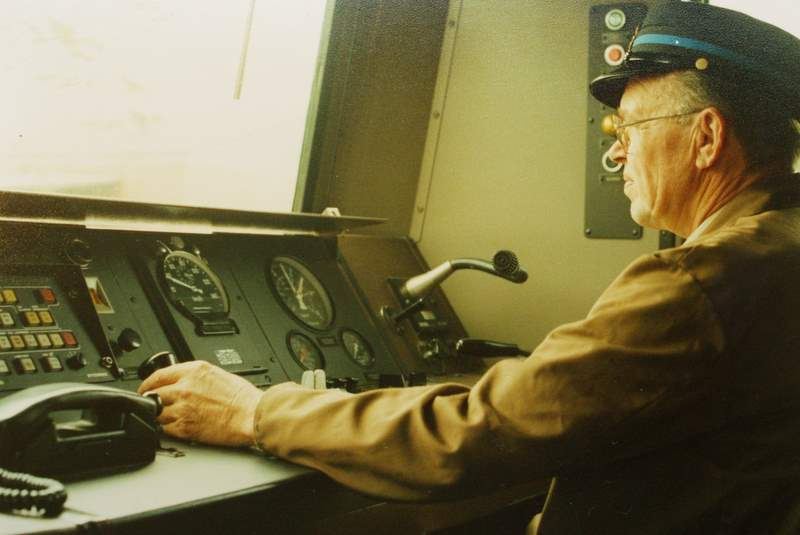
راننده قطار DSB در سال ۱۹۸۷

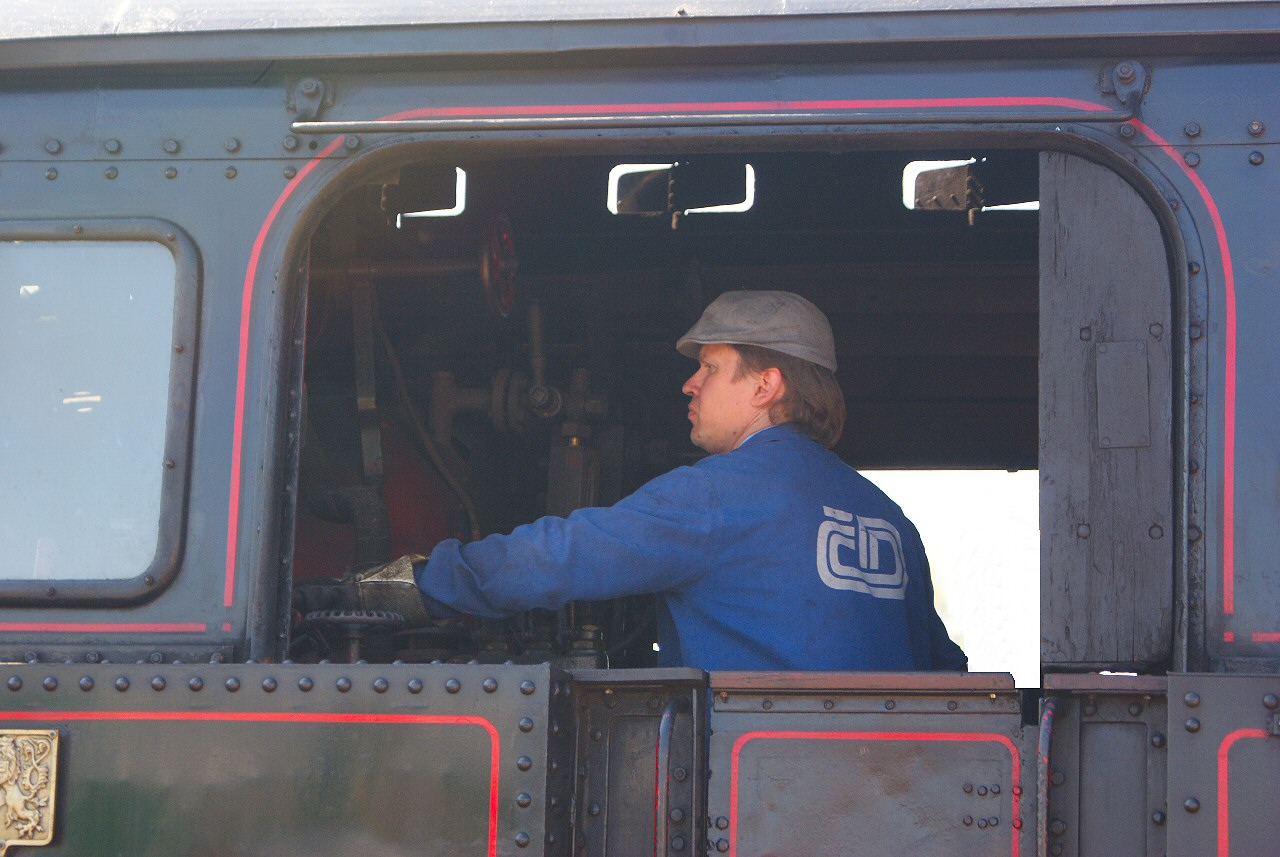
راننده لوکوموتیو بخار چک

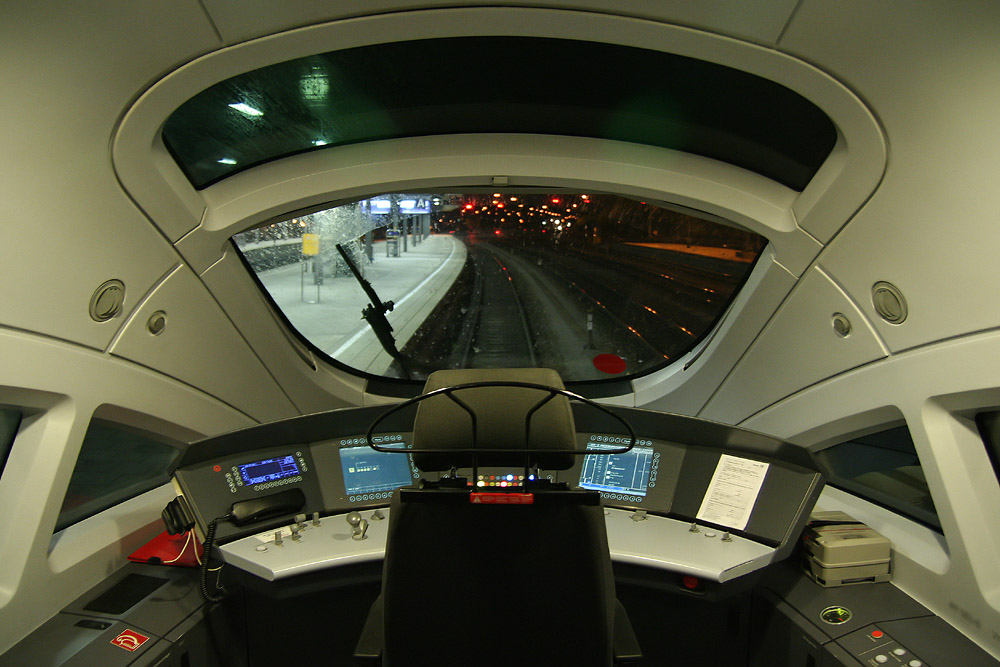
داخل کابین راننده قطار یک قطار آلمانی ICE

لازم به ذکر است در کتاب راه آهن ایران و قانون مقررات راه آهن ایران به زبان پارسی ( فارسی ) , به صورت ( لکوموتیوران ) نوشته می شود . 

## کارراه شغلی
کنترلچی می‌تواند به این شغل دست پیدا کند.

### ایران
درجه های لکوموتیورانی در ایران و کشورهای مختلف متفاوت است. لوکوموتیورانان ایرانی سه دسته شده‌اند
- مانور (پایه ۳)
- لوکوموتیوران قطار باری (پایه ۲)
- لوکوموتیوران قطار مسافری (پایه ۱)

#### لکوموتیوران کارورز مانور
به کسانی گفته میشود تازه دوره آموزشی خود را به پایان رساندند و مشغول به کار شدند و به همراه لکوموتیوران پایه ۳ در برنامه مانور ایستگاه شرکت می‌کنند. مسولیت لکوموتیوران مانور، جابه جایی قطار در ایستگاه از پارکینگ بر روی سکوها و بالعکس، کمک لکوموتیوران در قطارهای مسافری و مانور قطارهای مسافری و باری جهت چیدمان قطار است.

#### لکوموتیوران قطار باری (پایه ۲)
مسولیت لکوموتیوران پایه ۲: حمل قطار باری، کمک لکوموتیوران قطار مسافری، مانور قطار و امداد قطار باری است.

#### لکوموتیوران قطار مسافری (پایه ۱)
مسولیت لکوموتیوران پایه ۱، حمل قطار مسافری، حمل قطار باری، مانور قطار و امداد قطار باری و مسافری است.

#### رشته‌های تحصیلی مرتبط
- مهندسی کامپیوتر
- مهندسی مکانیک
- مهندسی برق
- مهندسی راه آهن

#### حقوق لکوموتیوران
یک لکوموتیوران در ایران به دو صورت حقوق دریافت می‌کند. حقوق ثابت و کیلومتراژ (مسافت طی شده با قطار و یا لکوموتیو)

## روز لوکوموتیوران
وزیر راه ایران یک روز ملی به عنوان روز لوکوموتیوران پیشنهاد داده‌است.

## یادداشت
1. ↑  McLeod, Ronald W.; Moray, Neville; Walker, Guy H. (2005). "Analysing and modelling train driver performance". Applied Ergonomics. 36 (6): 671–680. doi:10.1016/j.apergo.2005.05.006. PMID 16095554. Retrieved 30 June 2022.
2. ↑  "Rio Replacing Train Drivers Paid Like U.S. Surgeons" (به انگلیسی). 2013-10-03. Retrieved 2023-06-22.
3. ↑  Waterson, D.B. "Chifley, Joseph Benedict (Ben) (1885–1951)". Australian Dictionary of Biography. Melbourne University Press. ISSN 1833-7538. Retrieved 2015-09-06 – via National Centre of Biography, Australian National University.
4. ↑  "2003 CFR Title 49, Volume 4; Part 240: Qualification and Certification of Locomotive Engineers". Code of Federal Regulations. United States National Archives and Records Administration. Retrieved 2007-11-14.
5. ↑  «چگونه لوکوموتیوران شویم ؟». تین نیوز. ۲۰۲۳-۰۶-۲۲. دریافت‌شده در ۲۰۲۳-۰۶-۲۲.
6. ↑  www.irna.ir https://www.irna.ir/news/4683618/پیشنهاد-وزیر-راه-برای-تعیین-روز-لوکوموتیوران. دریافت‌شده در ۲۰۲۳-۰۶-۲۲. پارامتر |عنوان= یا |title= ناموجود یا خالی (کمک)

### برای مطالعهٔ بیشتر
- - White, John H. Jr. (Fall–Winter 2003). "Oh, To Be a Locomotive Engineer, Part 1: Once It Was Every Boy's Ambition". Railroad History. 189 (189): 12–33. JSTOR 43504848.
- White, John H. Jr. (Spring–Summer 2004). "Oh, To Be a Locomotive Engineer, Part 2: More About the Lives of Eagle-Eyes Famous, Infamous, and Forgotten". Railroad History. 190: 56–77. JSTOR 43524273.

ویلسون دیوید سی فوروارد! انقلاب در زندگی پایمردان ۱۹۶۲–۱۹۹۶ منتشر شده توسط ساتونز ISBN 0-7509-1144-1